# Johansonia chapadiensis
Johansonia chapadiensis är en svampart som beskrevs av Crous, R.W. Barreto, Alfenas & R.F. Alfenas 2010. Johansonia chapadiensis ingår i släktet Johansonia och familjen Saccardiaceae.   Inga underarter finns listade i Catalogue of Life.